# Mario Ortiz (calciatore 1983)
Mario Virginio Ortiz Velásquez (Juchitán de Zaragoza, 4 giugno 1983) è un ex calciatore messicano, di ruolo attaccante.

## Caratteristiche tecniche
È un centravanti.